# Ángeles Torner Cervera
Ángeles Torner Cervera, (Sant Pol de Mar, 1907 – Burgos, 1958), más conocida como a.t.c en mayúsculas o minúsculas, con puntos o sin ellos y, a veces, formando un logotipo, fue una ilustradora española.

## Trayectoria vital y profesional
Fue la segunda de los seis hijos de Francisca Cervera Esteve y Emilio Torner Piñol, comerciante catalán. Al año de nacer, la familia se trasladó a vivir a Bilbao y, a mediados de los años 20, se instalaron en Zarauz. En 1936, Torner se asentó en Madrid en el Hotel Moderno donde residió excepto en los años de la guerra civil hasta los años 50.
Su aprendizaje en el dibujo fue de manera autodidacta ya que los hermanos editaban un periódico para el consumo familiar que ella ilustraba. Pero sus hermanos enviaron sus dibujos a Madrid a la redacción de Blanco y Negro y la revista se decidió a publicarlos.
En mayo de 1928, asistió a un concierto en los salones de la "Protección al trabajo de la mujer". Esta era una sección de la aristocrática y elitista Unión de Damas Españolas del Sagrado Corazón cuya cabeza más visible era la escritora María de Perales y González Bravo, redactora de la sección de moda de Blanco y Negro que firmaba con el seudónimo de Condesa d'Armonville.
En Blanco y Negro en 1927, Torner realizó la serie "Siluetas de la moda". Durante los años 28 y 29 se dedicó a las crónicas de moda y de 1929 a 1931 ilustró una historieta en la que narraba la vida de Kay, en realidad Cayetana, una joven que se paseaba por España y Escocia frecuentando la alta sociedad hasta el día de su gran boda. También ilustró portadas y cuentos infantiles de Gente Menuda, el suplemento infantil de ABC.
Tras la guerra civil, colaboró activamente en la revista Horizonte, mujer revista mensual de la moda o Y: revista para la mujer. Fue directora artística de la revista falangista Vértice donde ilustró y realizó portadas hasta su desaparición. Ilustró la revista de moda infantil Vicky para sus niños, y se inició en el mundo de la publicidad, donde firmaba como Shyl.
Al ser ilustradora de la prensa española, comenzó también a ilustrar las novelas por entregas que se publicaban semanalmente. Alcanzó un gran éxito con Cristina Guzmán, profesora de idiomas de Carmen de Icaza. Siguió colaborando con otros escritores en sus novelas, así ilustró 30 cuentos de ayer del escritor José Gela Iturriaga o Vuelve a mí de Mercedes Formica.
En 1958, murió cuando se dirigía en coche a Zarauz para visitar a su familia tras sufrir un ataque al corazón al llegar a Burgos.

## Estilo
Las mujeres de sus ilustraciones eran elegantes, deportistas y cosmopolitas, participaban en cacerías, jugaban al golf, iban al hipódromo... Contribuyó a la creación de la imagen de la mujer moderna, vistiendo ropa desprovista de todas las ataduras y adornos que aprisionaban a la mujer decimonónica, activas y satisfechas, aunque la actividad en la que aparecían con mayor frecuencia era la charla en el bar o el baile. Las pintoras y las ilustradoras contribuyeron a crear esa iconografía.
Eran mujeres delgadas, muy estilizadas, a veces con rasgos andróginos acentuados por un geometrismo que se daba no solo en las siluetas sino también en los ropajes realizados con largas líneas rectas y oblicuas y grandes planos. Sus dibujos se comenzaron a publicar a finales de 1926 con una periodicidad casi semanal. Pero su evolución fue hacia una mujer de alta sociedad, distinguida y frágil, muy femenina que iba alejándose de la garçonne. Perteneció a configurar los años del "estilo galante" junto a las ilustradoras Pitti Bartolozzi y Delhy Tejero, entre otras.
En sus trabajos para el diario ABC, al estar permitido el color, usaba un variado cromatismo y una libertad estilística en la que se nota la influencia de los ismos.
Formó parte de los ilustradores que no se fueron de España tras la guerra civil, lo que implicó que no hubo una ruptura formal en su trabajo, ya que sus dibujos se muestran ajenos a los acontecimientos políticos y sociales con mujeres elegantes y alejadas de la realidad. Presentó en Vértice, por ejemplo, los uniformes de la Sección Femenina como si fueran los últimos modelos de París.

## Exposiciones
- En 1934, presentó dibujos originales en la "Tercera Exposición de Artistas Vascongados" organizada por la Junta del Museo de Arte Moderno de Bilbao con su acuarela Cazadores de mariposas y dos dibujos. Su deseo de anonimato era tal que figuró en el catálogo como A.T.Cervera.[1]

- Al acabar la guerra civil, presentó 101 dibujos en la "Exposición de pintura, escultura y arte decorativo" patrocinada por la Diputación de Vizcaya que tuvo lugar en los salones del Hotel Carlton de Bilbao. En este, figuraba como Ángeles Torner.[1]
- En 2019, sus obras figuraron en la exposición Dibujantas, pioneras de la Ilustración en el Museo ABC.[8][9]